# Хіронака Кадзуко
Хіронака Кадзуко (яп. 弘中 和子; нар., Японія) — японська футболістка, виступала в збірній Японії.

## Клубна кар'єра
Хіронака виступала за клуб «Ніссан» з Л-Ліги. У сезоні 1990 року отримала приз «Бойового духу» 

## Кар'єра в збірній
Вперше була викликана до збірної Японії у жовтні 1984 року для участі в турне по Китаю. 17 жовтня дебютувала за японську збірну проти Італії. Учасниця жіночих чемпіонатів АФК 1986 та 1989 років, а також Азійських ігор 1990 року. Участь в останньому турнірі стала останньою появою Хіронаки у збірній Японії. З 1984 по 1990 рік зіграла 21 матч та відзначилася 3-а голами в національній збірній.

## Статистика виступів у збірній
| жіноча національна збірна Японії | жіноча національна збірна Японії | жіноча національна збірна Японії |
| Рік                              | Матчі                            | Голи                             |
| -------------------------------- | -------------------------------- | -------------------------------- |
| 1984                             | 3                                | 0                                |
| 1985                             | 0                                | 0                                |
| 1986                             | 10                               | 0                                |
| 1987                             | 2                                | 0                                |
| 1988                             | 0                                | 0                                |
| 1989                             | 3                                | 2                                |
| 1990                             | 3                                | 1                                |
| Загалом                          | 21                               | 3                                |